# Margret Rey
Margret Elizabeth Rey, född Margarete Elisabeth Waldstein den 16 maj 1906 i Hamburg i Tyskland, död 21 december 1996 i Cambridge i Massachusetts i USA, var tillsammans med maken H. A. Rey medförfattare och illustratör till barnböcker, mest känd för böckerna om apan Nicke Nyfiken (Curious George), men har även skrivit om bland annat kaninen Pricken (Spotty).

## Biografi
Margret Rey föddes i Tyskland, men flydde till Brasilien undan nazismen. Där träffade hon sin blivande make Hans Rey, en köpman som också var från Tyskland. De gifte sig 1935 och flyttade till Paris samma år.
I Paris upptäcktes Hans Rey djurteckningar av en fransk förläggare som gav honom i uppdrag att skriva en barnbok. Resultatet blev Rafi and the Nine Monkeys, som idag inte är särskilt ihågkommen, men en av figurerna, en busig och bedårande apa vid namn Nicke Nyfiken gjorde en sådan succé att paret tänkte skriva en bok bara om honom. Arbetet avbröts av andra världskrigets utbrott. Eftersom de var judar beslutade sig paret Rey att fly från Paris innan nazisterna intog staden. Hans Rey byggde två cyklar och de flydde från Paris bara några timmar innan staden föll. Bland de få ägodelar de fått med sig fanns det illustrerade manuskriptet till Nicke Nyfiken.
De reste via Spanien till Portugal och därifrån tillbaka till Brasilien, där de träffats fem år tidigare. De for sedan vidare till New York. Böckerna publicerades där av Houghton Mifflin 1941.

## Svenska översättningar (utöver Nicke Nyfiken-böckerna)
- Pricken (Spotty) (översättning Astrid Lindgren, Rabén & Sjögren, 1949)
- Kringel (Prezel)(översättning Qui Nyström, Carlsen Illustrationsförlaget, 1971)
- Picko - en pingvin på äventyr (Whiteblack the penguin sees the world) (översättning Birgitta Gahrton, Rabén & Sjögren, 2001)